# Brjansk
Brjansk (ryska: Бря́нск) är en stad i västra Ryssland. Staden är administrativt centrum i Brjansk oblast och ligger vid floden Desna cirka 450 kilometer sydväst om Moskva. Folkmängden uppgår till strax över 400 000 invånare. Lokala arkeologer och myndigheter tror att det på platsen existerade ett samhälle eller fort redan år 985. Den tidigaste skiftliga omnämningen av staden härrör från 1146, då under namnet Dbrjansk (Дъбряньск). Under andra världskriget blev mycket av Brjansk förstört av tyska trupper.

## Administrativt område
Brjansk är indelat i fyra stadsdistrikt.
| Stadsdistrikt | Invånarantal 9 oktober 2002 | Invånarantal 14 oktober 2010 | Invånarantal 1 januari 2015 |
| ------------- | --------------------------- | ---------------------------- | --------------------------- |
| Bezjitskij    | 160 036                     | 155 330                      | 153 131                     |
| Fokinskij     | 75 466                      | 73 272                       | 70 265                      |
| Sovetskij     | 117 879                     | 113 328                      | 112 870                     |
| Volodarskij   | 78 145                      | 73 791                       | 70 990                      |
| TOTALT        | 431 526                     | 415 721                      | 407 256                     |

Brjansk administrerar även tre orter utanför själva stadsgränsen.
| Stad/Ort         | Invånarantal 9 oktober 2002 | Invånarantal 14 oktober 2010 | Invånarantal 1 januari 2015 |
| ---------------- | --------------------------- | ---------------------------- | --------------------------- |
| Brjansk          | 431 526                     | 415 721                      | 407 256                     |
| Belyje Berega    | 10 637                      | 9 642                        | 9 109                       |
| Bolsjoje Polpino | 4 613                       | 6 356                        | 6 206                       |
| Raditsa-Krylovka | 3 513                       | 3 526                        | 3 489                       |
| TOTALT           | 450 289                     | 435 245                      | 426 060                     |